# Cratere Fedorets
Fedorets è un cratere sulla superficie di Venere. È dedicato all'astronoma sovietica Valentina Aleksandrovna Fedorec.